# رابرت باتلر
رابرت باتلر (انگلیسی: Robert Butler؛ زادهٔ ۱۶ نوامبر ۱۹۲۷ - ۳ نوامبر ۲۰۲۳) کارگردان فیلم، کارگردان تلویزیونی و تهیه‌کننده تلویزیونی اهل ایالات متحده آمریکا است.
از فیلم‌ها یا مجموعه‌های تلویزیونی که وی در آن‌ها نقش داشته است، می‌توان به آشفتگی، بتمن، دود اسلحه، هاوایی فایو-او، مأموریت: غیرممکن، رانده‌شدگان اشاره نمود.
وی همچنین برنده جوایزی همچون جایزه امی ساعات پربیننده و جایزه انجمن کارگردانان آمریکا شده است.